# Pontlat e Talhaborg
Pontlat e Talhaborg (occità Ponlat-Taillebourg) és un municipi francès, situat al departament de l'Alta Garona i a la regió d'Occitània.